# M̀
Cette page contient des caractères spéciaux ou non latins. S’ils s’affichent mal (▯, ?, etc.), consultez la page d’aide Unicode.
M̀ (minuscule : m̀), appelé M accent grave, est un graphème utilisé dans les alphabets du dii, du gokana, du kikongo, ntcham  et de l’obolo comme variante de la lettre « M », ainsi que dans la romanisation pe̍h-ōe-jī, le système de romanisation taïwanais pour le minnan, ou la transcription du cantonais. Il s’agit de la lettre M diacritée d'un accent grave.

## Utilisation
Dans plusieurs langues tonales le M accent grave ‹ M̀, m̀ › représente le même son que le M ‹ M, m › où l’accent grave indique le ton bas et qu’il s’agit d’une syllabe.
Dans la transcription du cantonais utilisant la romanisation Yale, m accent grave est utilisé  pour transcrire une consonne nasale bilabiale voisée syllabique avec un ton haut descendant [m˥˧] ou un ton moyen descendant [m˧˩] lorsqu’il est suivi d’un h, par exemple dans le mot indiquant la négation ‹ m̀h ›.

## Représentations informatiques
Le M accent grave peut être représenté avec les caractères Unicode suivants :
- décomposé (latin de base, diacritiques) :

| formes    | représentations | chaînes de caractères | points de code | descriptions                                       |
| --------- | --------------- | --------------------- | -------------- | -------------------------------------------------- |
| capitale  | M̀               | M◌̀                    | U+004D U+0300  | lettre majuscule latine m diacritique accent grave |
| minuscule | m̀               | m◌̀                    | U+006D U+0300  | lettre minuscule latine m diacritique accent grave |

## Sources
- (en) Department of Language Education of Nationa Taitung Teachers College, Draft of Proposal to add Latin characters required by Latinized Taiwanese Holo Language to ISO/IEC 10646, 11 mars 2002 (lire en ligne)
- (en) Tè Khái-sū, Taiwan Protocol et Michael Everson, Proposal to add Latin characters required by Latinized Taiwanese languages to ISO/IEC 10646, 26 juin 1997 (lire en ligne)
- (en) Virginia Yip et Stephen Matthews, Basic Cantonese : A grammar and workbook, Routeledge, 2000 (ISBN 9780415193849 et 9780415193856)